# Harpyionycteris celebensis
Harpyionycteris celebensis е вид бозайник от семейство Плодоядни прилепи (Pteropodidae). Видът е световно застрашен, със статут Уязвим.

## Разпространение
Разпространен е в Индонезия.